# 學校街

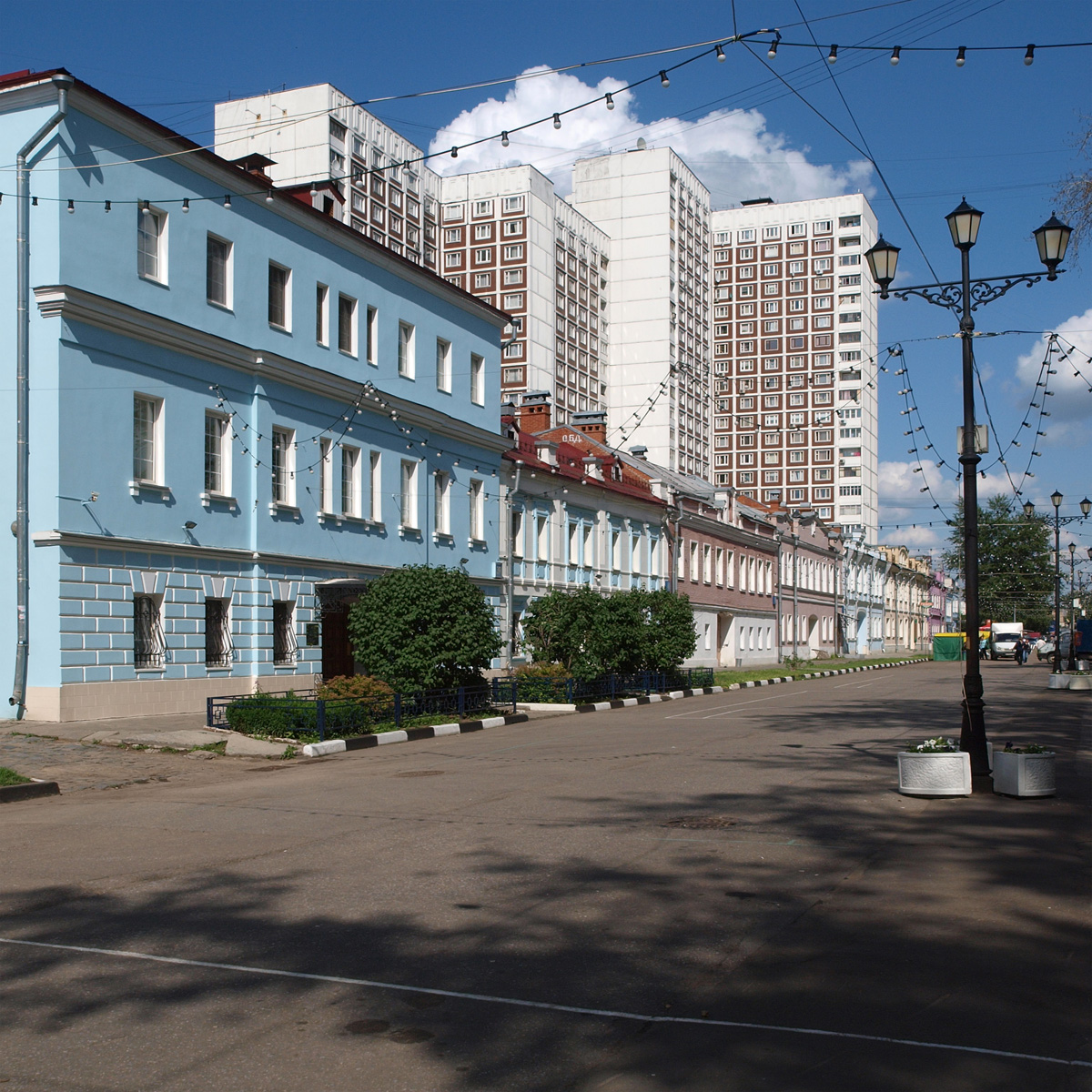
39、41號房屋

55°44′43″N 37°40′23″E / 55.74528°N 37.67306°E
學校街（俄语：Шко́льная у́лица）是俄羅斯首都莫斯科塔甘卡區的一條街道，全長700公尺。西起杜布羅夫爾切斯克街，東至羅戈日瓦爾街。
16世紀以弗拉基米爾路上驛站馬車夫的聚居地開始發展，並以路上第一個宿站羅戈日（今諾金斯克）命名這條街道，稱第一羅戈日街（1-я Рогожская улица）。18世紀舊禮儀派信徒在宿場以西定居。1923年街道易名至今。
1970年代包括學校街西部的羅戈日自由鎮被清拆，東部則被保留作歷史街區。2007年在那裡批准設立了莫斯科市中心第一個合法的跳蚤市場。